# Pseudophyllanthus ovalis
Pseudophyllanthus ovalis är en emblikaväxtart som först beskrevs av Ernst Meyer och Otto Wilhelm Sonder, och fick sitt nu gällande namn av Maria Sergeevna Vorontsova och Petra Hoffm.. Pseudophyllanthus ovalis ingår i släktet Pseudophyllanthus och familjen emblikaväxter. Inga underarter finns listade i Catalogue of Life.